# Magia verde
Magia verde és una pel·lícula italiana de caràcter documental dirigida el 1953 per Gian Gaspare Napolitano.

## Argument
Tracta del viatge que van fer travessant Amèrica del Sud el grup de l'esportista italià Leonardo Bonzi i el director Gian Gaspare Napolitano.
És famosa l'escena d'un boví devorat pel les piranyes. Per obtenir el millor resultat, l'escena es va rodar diverses vegades i es van sacrificar bestiar.
Circula una llegenda urbana que diu que alguns indígenes van vendre a un parent d'edat avançada (destinat a la mort de totes maneres) per ser devorats per una boa i que fou filmat per al documental. L'escena va començar, però alguns dels grups van tenir consciència disparant a l'animal i el vell va ser retornat als seus parents.

## Repartiment
- Carlos Montalbán - Narrador, versió EUA (veu)
- Bret Morrison - Narrador, versió EUA (veu)
- Leonardo Bonzi - Ell mateix (membre de l'expedició)
- Gian Gaspare Napolitano - Ell mateix (membre de l'expedició)
- Mario Craveri - Ell mateix (membre de l'expedició)
- Giovanni Raffaldi - Ell mateix (membre de l'expedició)
- Jose Docarmo - Ell mateix (Pilot)

## Premis
- Ós de Plata al 3r Festival Internacional de Cinema de Berlín[2]
- Premi de la pel·lícula d'exploració al 6è Festival Internacional de Cinema de Canes[3]